# Aphrophora
Genre
Aphrophora est un genre d'insectes de l'ordre des hémiptères (les hémiptères sont caractérisés par leurs deux paires d'ailes dont l'une, en partie cornée, est transformée en hémiélytre), de la famille des Aphrophoridae.

## Classification
Le genre Aphrophora est décrit en 1821 par l'entomologiste allemand Ernst Friedrich Germar (1786-1853),.

## Liste des espèces rencontrées en Europe
- Aphrophora alni (Fallén, 1805)
- Aphrophora corticea (Germar, 1821)
- Aphrophora major Uhler, 1896
- Aphrophora pectoralis Matsumura, 1903
- Aphrophora salicina (Goeze, 1778)
- Aphrophora similis Lethierry, 1888
- Aphrophora willemsi Lallemand, 1946

## Espèce rencontrée en Amérique
- Aphrophora cribrata (Cercope du pin ; en anglais "spittlebug")

## Espèces fossiles
Selon Paleobiology Database en 2023, le nombre d'espèces fossiles est de quatorze :
- †Aphrophora angusta Handlirsch 1910
- †Aphrophora brevistylata Théobald 1937
- †Aphrophora coquandi Théobald 1937
- †Aphrophora dimidia Förster 1891
- †Aphrophora electrina Germar and Berendt 1856
- †Aphrophora molassica Heer 1853
- †Aphrophora pinguicula Heer 1853
- †Aphrophora pitoni Dmitriev 2020
- †Aphrophora protocalla Cockerell 1925
- †Aphrophora pulchra Förster 1891
- †Aphrophora spumarioides Heer 1853
- †Aphrophora stavropolitana Becker-Migdisova 1964
- †Aphrophora ungeri Heer 1853
- †Aphrophora vetusta Germar and Berendt 1856[2]

## Galerie

Quelques espèces vivantes du genre Aphrophora.
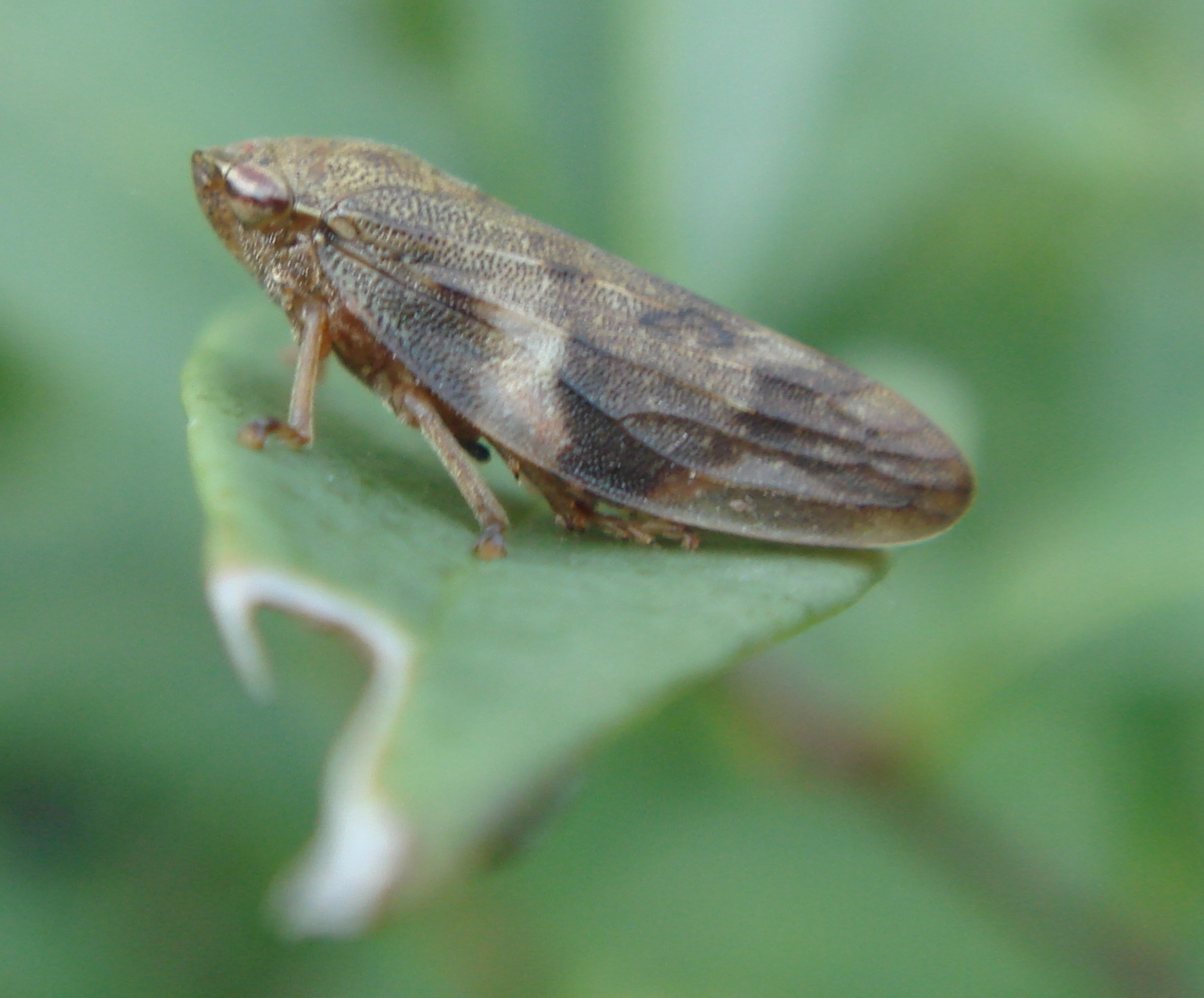
Aphrophora alni.
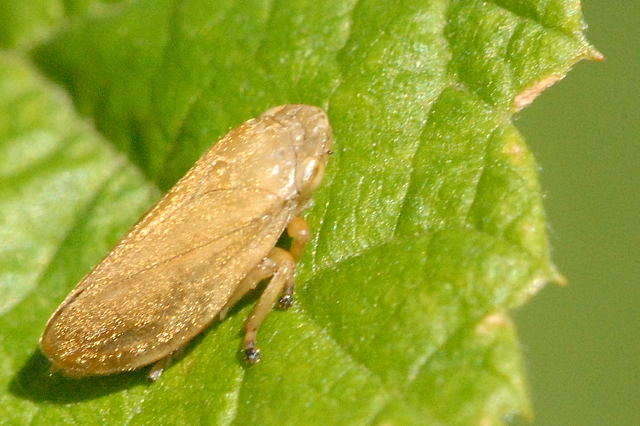
Aphrophora corticea.
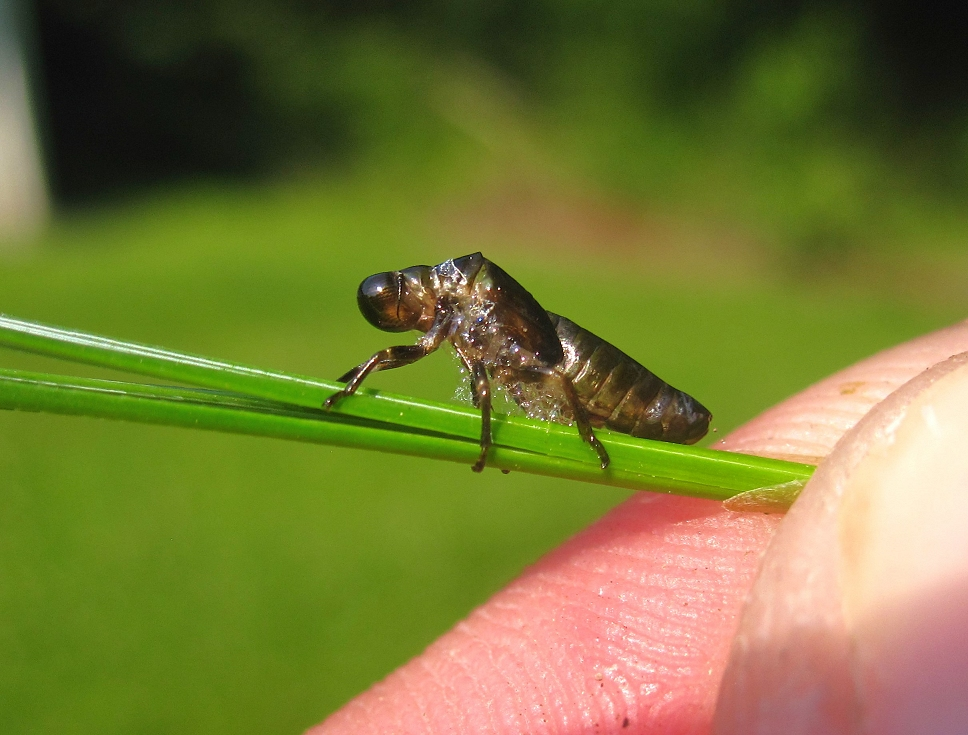
Aphrophora cribrata.
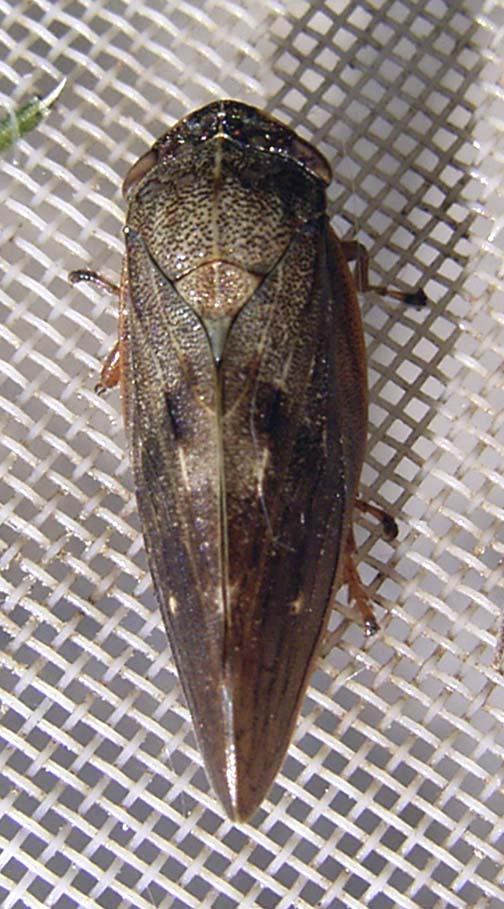
Aphrophora major.
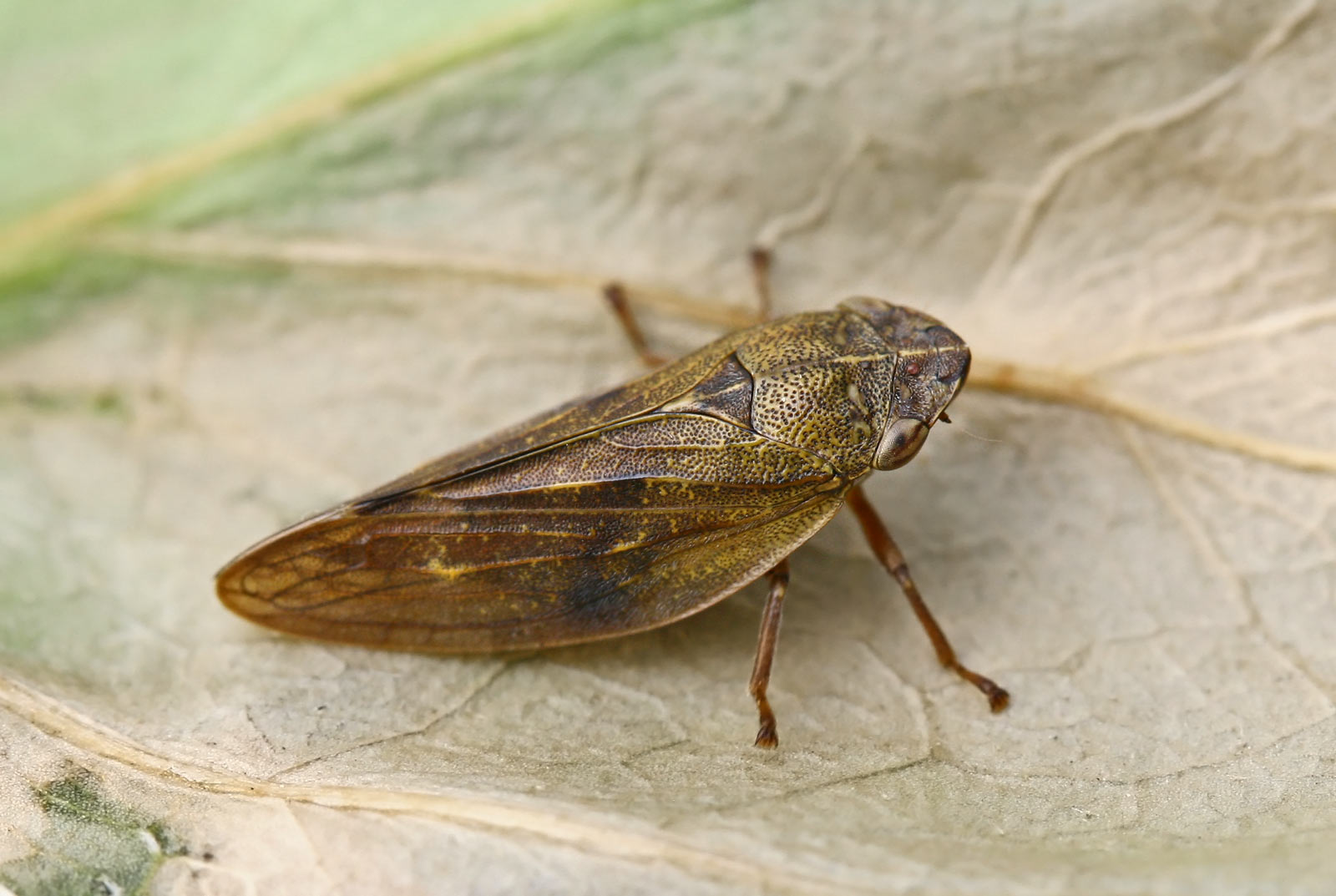
Aphrophora pectoralis.
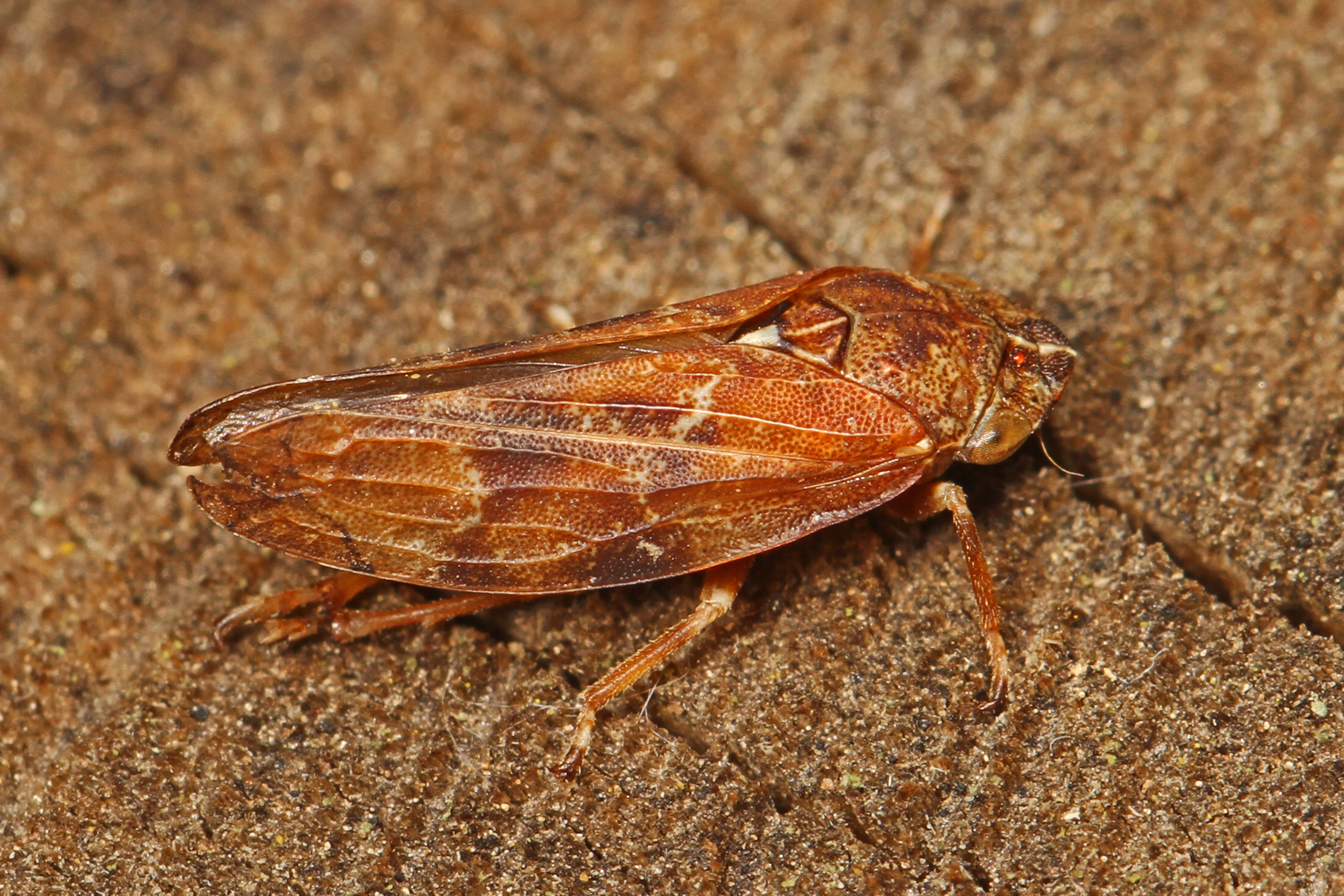
Aphrophora permutata.
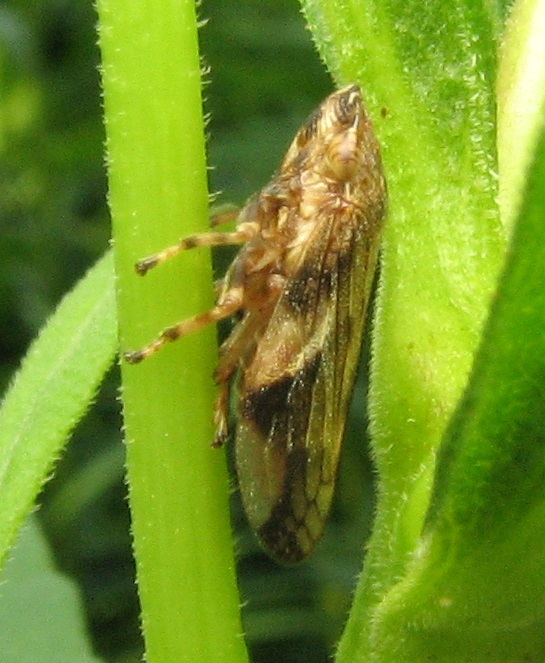
Aphrophora quadrinotata.
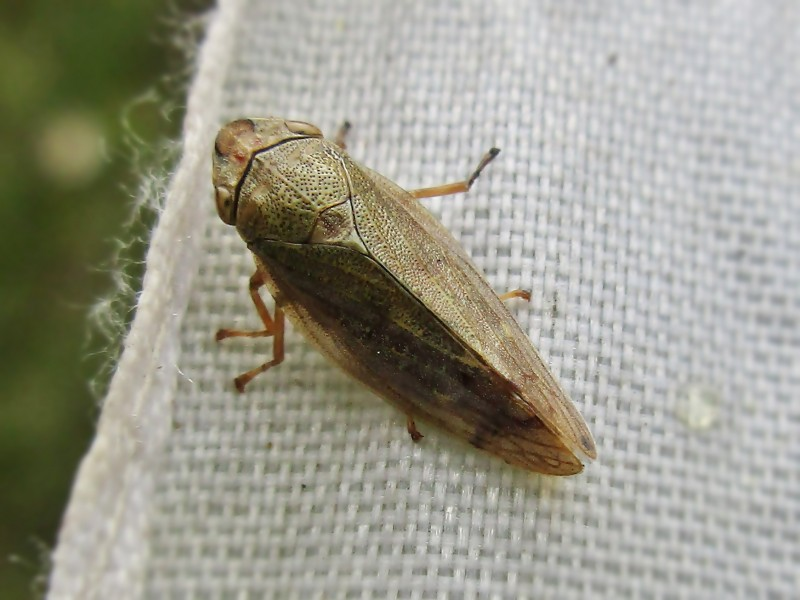
Aphrophora salicina.

### Publication originale
- [1821] (de) Ernst Friedrich Germar, « Bemerkungen über einige Gattungen der Cicadarien », Magazin der Entomologie, vol. 4,‎ 1821, p. 1-106.